# Tschahar Taq

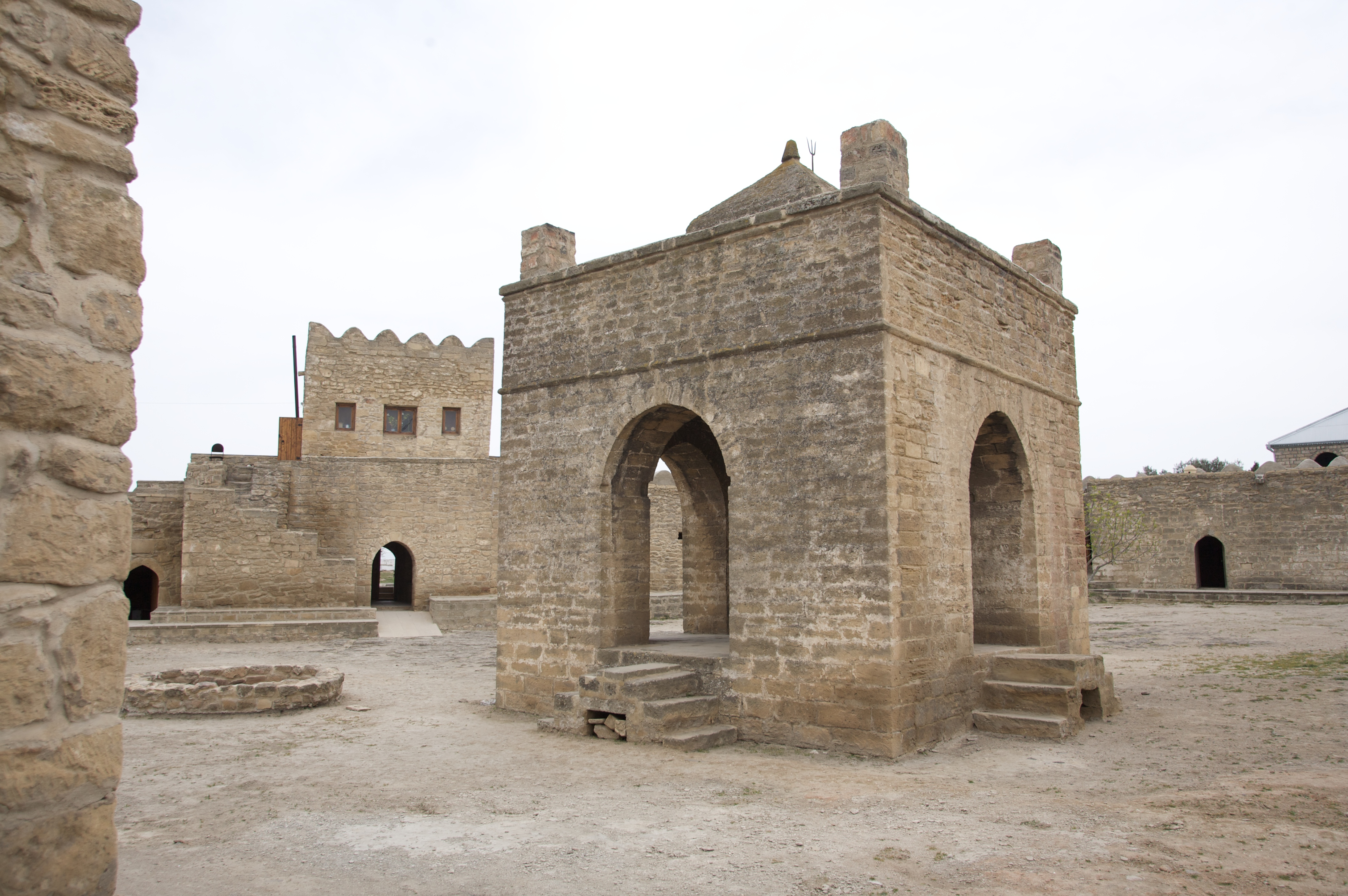
Tschahar Taq im Ateschgah von Baku

Tschahar Taq (persisch چهارطاق, DMG čahār-ṭāq, ‚vier Bögen‘ oder چهارطاقی, DMG čahār-ṭāqī, ‚das vierbögige [Gebäude]‘) ist eine Gebäudeart der persischen Architektur aus der Zeit der Sassaniden. Bei diesem Vierbogenbau handelt es sich zumeist um einen quadratischen, überkuppelten Kernbau auf freistehenden, mit einem Bogen verbundenen Eckpfeilern. Gebäude dieser Art wurden unter den Sassaniden als Feuertempel, das heißt als Kultstätte der Zoroastrier, genutzt. Eine Reihe solcher Gebäude aus dem 6. bis 7. Jahrhundert sind in Iran noch erhalten, unter anderem in Lorestan.
Rudolf Fischer zufolge „könnte [er] in der armenischen Kirchenarchitektur die Kreuzkuppelanlage angeregt und von da die christliche Baukunst des Abendlandes befruchtet haben.“
Viele iranische Orte tragen diesen Ortsnamen.
Einige dieser Bauwerke sind heute nationale Denkmäler des Iran.

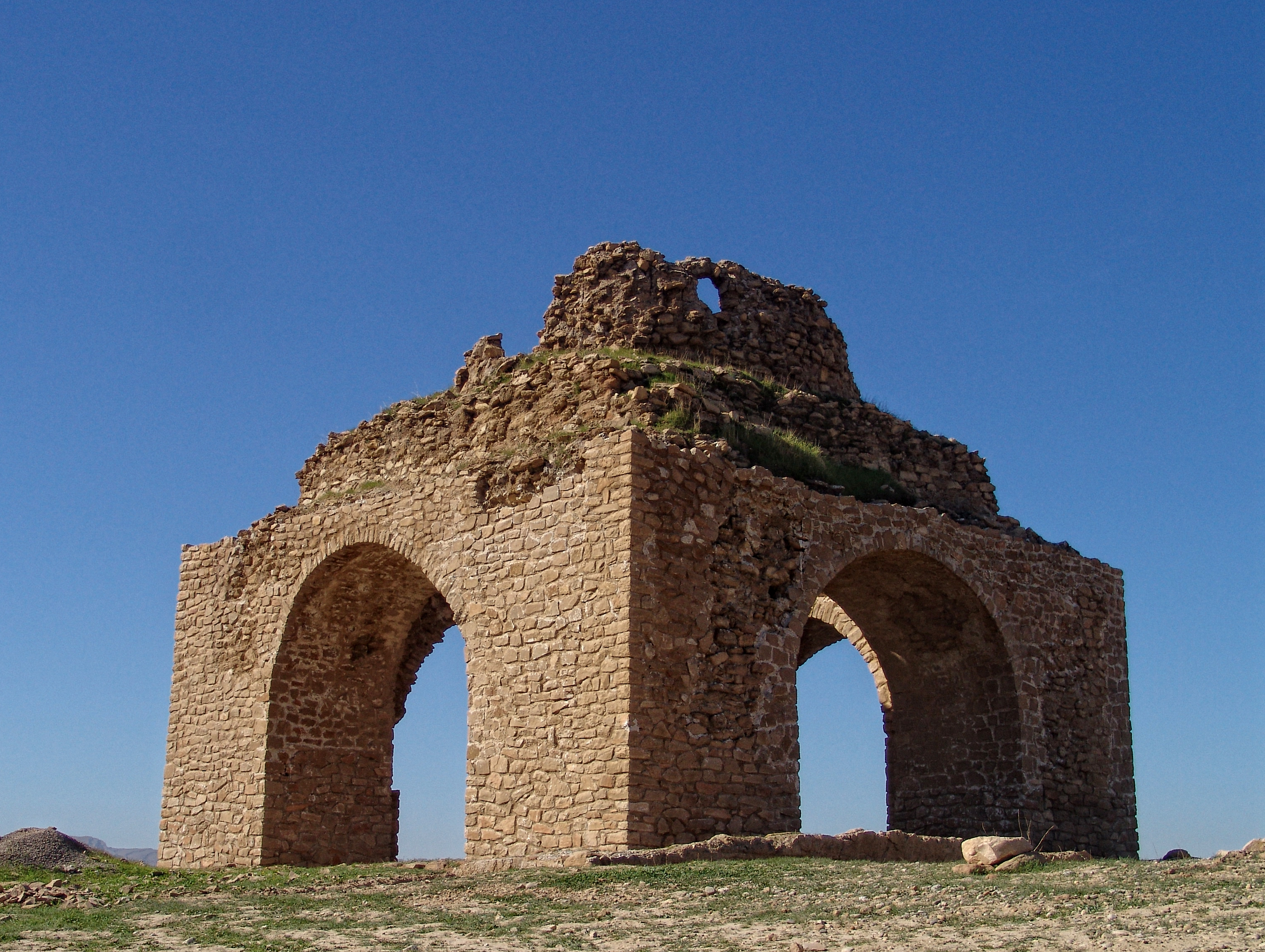
Tschahar Taq von Cheirabad
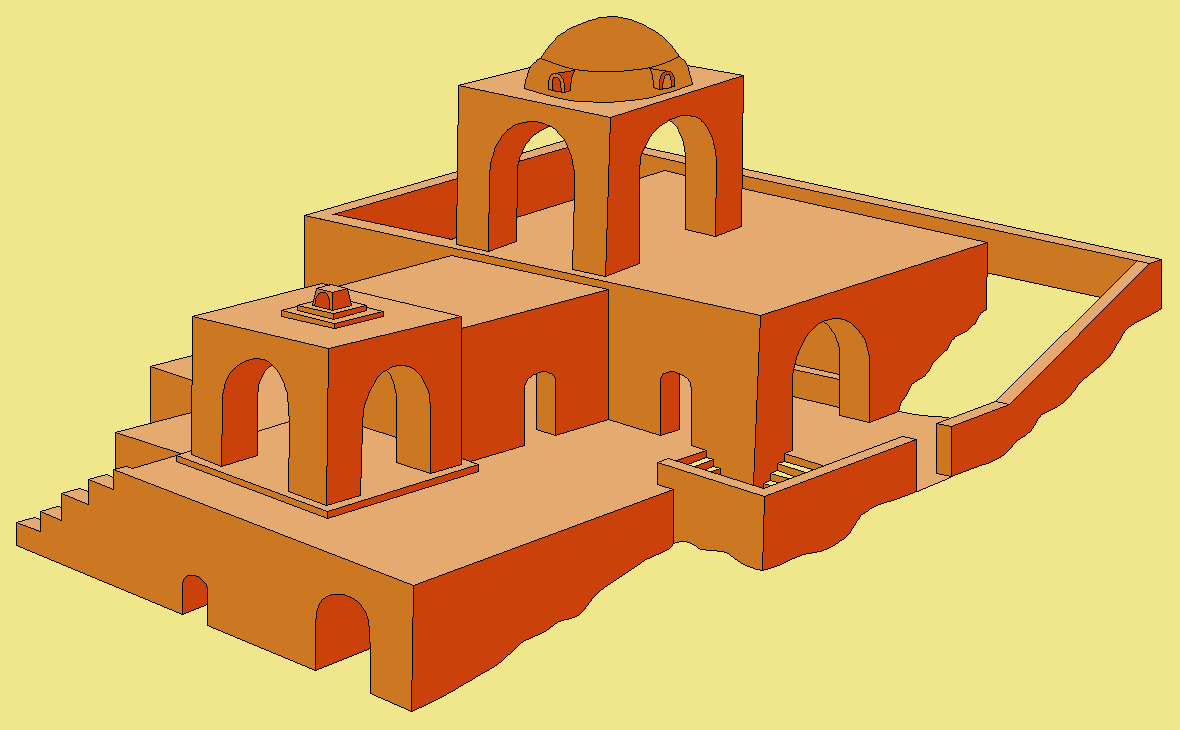
Tschahar Taq auf dem Harpak-Feuertempel in Abyaneh
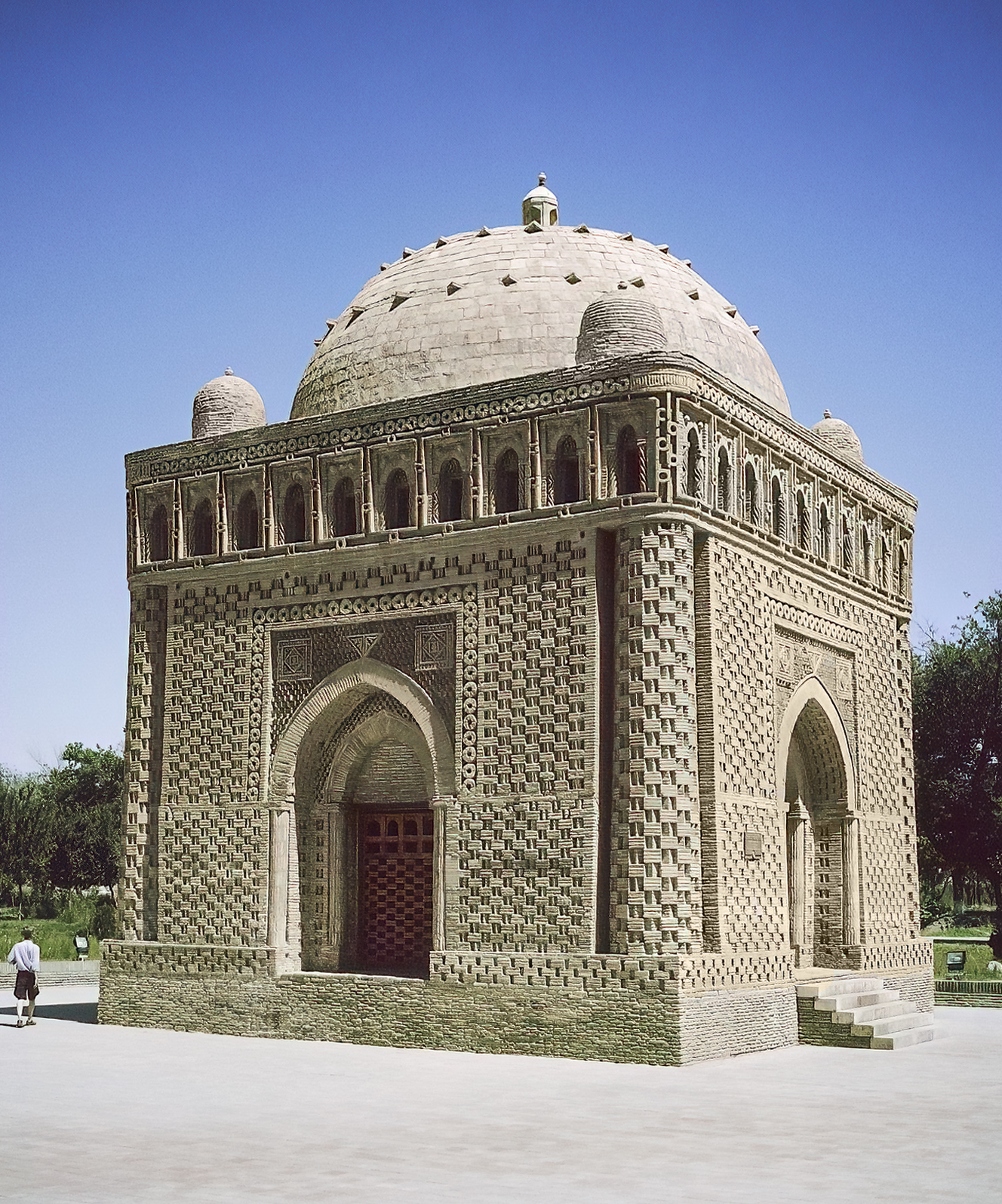
Samaniden-Mausoleum in Buchara
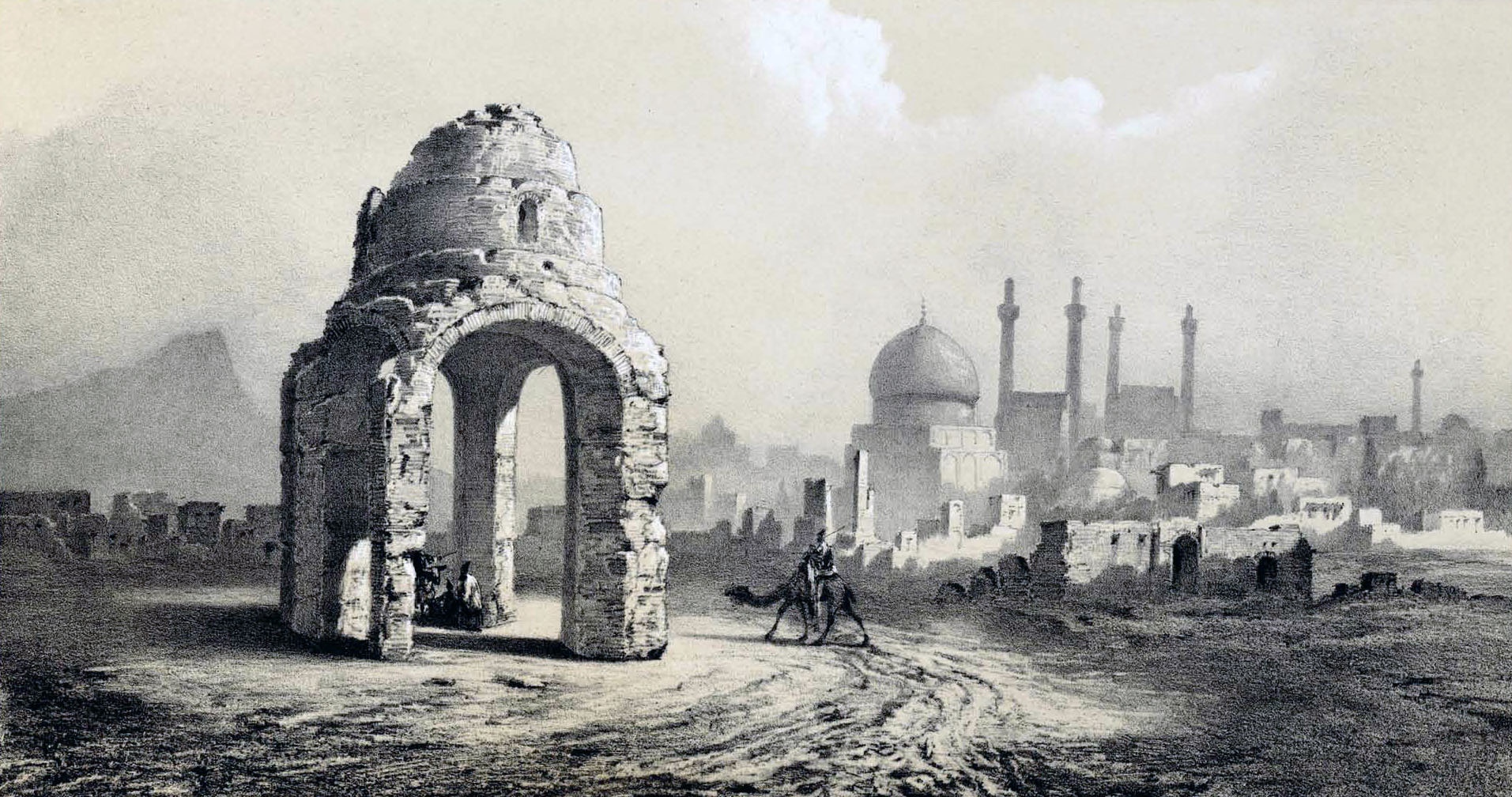
Mausoleum in der Nähe Isfahans. Buchillustration von Eugène Flandin, 1840